# Albert Arnheiter
Albert Stephan Arnheiter (Ludwigshafen am Rhein, 20 luglio 1890 – Casalpusterlengo, 26 aprile 1945) è stato un canottiere tedesco.

## Palmarès

### Olimpiadi
- 1 medaglia:
  - 1 oro (Stoccolma 1912 nel quattro con)